# Mravenečníkovití dvouprstí
Mravenečníkovití dvouprstí (Cyclopedidae) je čeleď mravenečníků, jež zahrnuje pouze jediný recentní rod Cyclopes. V rámci něho je tradičně řazen pouze jeden žijící druh, mravenečník dvouprstý (C. didactylus), jenž se vyskytuje od Oaxacy a jižního Veracruzu v Mexiku po severní Bolívii. Studie z roku 2018 naznačuje, že se však může ve skutečnosti jednat o druhový komplex alespoň sedmi žijících druhů. K recentnímu rodu Cyclopes se navíc zřejmě přidružuje i fosilní rod Palaeomyrmidon.
Rod Cyclopes představuje bazální rod v rámci podřádu mravenečníků (Vermilingua). Společně s rody Myrmecophaga a Tamandua býval klasifikován v rámci společné čeledi mravenečníkovitých (Myrmecophagidae), nicméně vůči tomuto sesterskému kladu vykazuje výraznou úroveň genetické divergence: v molekulárně-fylogenetické studii z roku 2008 jej dokonce některé statistické výstupy sdružovaly spíše s lenochody, zjevně v důsledku fenoménu přitahování dlouhých větví (long branch attraction). Na základě dlouhého období samostatné evoluce (přes 40 milionů let) proto bývá mravenečníkovitým dvouprstým připouštěn status samostatné čeledi.
Z hlediska klasické morfologie se mravenečníkovití dvouprstí od ostatních mravenečníkovitých liší různými lebečními charakteristikami: lebka má kratší obličejovou část, ale větší mozkovnu; došlo ke ztrátě jařmových kostí (os jugale), ale naopak k zachování koronoidního a úhlového výběžku dolní čelisti; a prohlubeň, v rámci níž je dolní čelist zakloubena s lebkou, je oddělena od předního otvoru bubínku (porus acusticus). Recentní mravenečníkovití dvouprstí dosahují celkové velikosti asi 55 cm a hmotnosti maximálně 300 g. Mají chápavý ocas a život tráví ve stromoví.